# John Oslawski
John Oslawski (* 23. Juli 1947 in den USA; † 15. Juli 2000 in Almazora) war ein amerikanischer Jazzmusiker (Alt- und Baritonsaxophon, Flöte und Bassklarinette).
Oslawski trat zunächst unter dem Namen John Laws als Baritonsaxophonist in der Bigband von Buddy Rich hervor, bei dem er von 1968 bis Mitte der 1970er Jahre beschäftigt war; dann spielte er bei Woody Herman. 1977 kam er nach Deutschland und wurde Mitglied des Tanz- und Unterhaltungsorchesters des Hessischen Rundfunks, aus dem dann die hr-Bigband hervorging. Er spielte in der Frankfurter Jazzszene auch mit seiner eigenen Gruppe, in der unter anderem Götz Ommert mitwirkte. Der in Wiesbaden wohnende Musiker starb im Urlaub in Spanien.